# Alexandre Coste
Alexandre Éric Stéphane Coste, nascut el 24 d'agost de 2003 a París (França), és fill d'Albert II i de la seva antiga companya sentimental Nicole Coste, nativa de Togo.
Tot i que en néixer, va adoptar el nom d'Éric Alexandre Stéphane Tossoukpé la seva mare li canviar el nom pel de Coste el 10 de novembre de 2004.
Alexandre és germanastre de Jazmin Grace Rotolo, filla també del príncep Albert II de Mònaco.
El 6 de juliol de 2005, sis dies abans de ser declarat cap de l'estat monegasc, el príncep va reconèixer la seva paternitat mitjançant un comunicat llegit pel seu advocat.
Alexandre, igual que la seva germanastra, no es troba en la línia successòria, perquè segons la constitució monegasca modificada durant el regnat de Rainier III, tan sols els fills dins del matrimoni canònic poden optar a heretar els drets del seu pare.